# مغامرات دليلة والزيبق (مسلسل)
دليلة والزيبق مسلسل سوري عُرِض عام 2011 من إنتاج شركة عاج للإنتاج الفني، تدور احداث المسلسل عن المغامرات التي تدور بين دليلة المحتالة الفائقة الذكاء التي تسعى للوصول إلى اهدافها في الحياة بغض النظر عن الوسيلة وزيبق الفتى النبيل الشجاع الذي ينجح بإنهاء شرور دليلة.
وهو من إخراج سمير حسن و تأليف هوزان عكو من بطولة كاريس بشار ، وائل شرف و هو مكون من جزئين.

## أبطال المسلسل

### الجزء الأول
| - كاريس بشار بدور دليلة - وائل شرف بدور علي الزيبق - فارس الحلو - عابد فهد بدور أحمد الدنف - سامر المصري قام بدور رأس الغول - تاج حيدر بدور زينب - رامز الأسود بدور سالم - فادي صبيح - رندة مرعشلي - نوار بلبل | - علاء قاسم - أدهم مرشد - هبة نور - حازم زيدان - يامن حجلي بدور التاجر إسماعيل - سلطان عودة بلأشتراك مع - فايز قزق - عبد الرحمن أبو القاسم - النجم العراقي جواد الشكرجي بدور والي بغداد | ضيوف الشرف - محمد حداقي بدور عبد الله زوج دليلة - محمد خير الجراح بدور الجمال مصطفى - فايز أبو دان - أمجد الحسين - محمد قنوع - أحمد خليفة - مازن عباس - مهيار خضور | - جمال العلي - نضير لكود - مديحة كنيفاتي بدور زوجة إسماعيل - معن كوسا - عادل علي - سعيد عبد السلام - دحام السطان - فاتح سلمان - محمود المحمد | - بسام دكاك - أوجا أبو الذهب - نضال حمادي - هلال خوري - فاتح حدوع - طالي عزيزي - خالد حمد - عبود الأحمد - حسني سلامة | - طارق سلامة - ماهر أحمد - هشام بديوي - رامي كزعور - طارق زعتر - خلود عيسى - أميرة خطاب - لميس حسن. |

### الجزء الثاني
| - كاريس بشار بدور دليلة - وائل شرف بدور الزيبق - تاج حيدر بدور زينب - عابد فهد بالأشتراك - تيسير إدريس - فايز قزق - عبد الرحمن أبو القاسم - النجم العراقي جواد شاكرجي | - نادين سلامة - رامز أسود - نوار بلبل - غزوان الصفدي - أسامة حلال - رندة مرعشلي - أدهم مرشد - معن عبد الحق - مهيار خضور - محمد قنوع | - أمجد الحسين - مأمون الفرخ - إيمان خضور - ميري كوكج - حازم زيدان - إياس أبو غزالة - بسام دكاك - يحيى الكفري - عبد القادر الملا - أنس الحاج | ضيوف الشرف - فادي صبيح - جهاد عبدو - محمد خاوندي - جمال العلي - عبد السلام غبور - دحام السطام - نعمان حاج بكري - سامر الجندي - زينة ظروف | - رامي حسين - محمد الجمل - سيزار القاضي - وسيم غانم - نضال حمادي - صفوح ميماس - طالب عزيز - زهير الملا - قمر بديوي - طارق زعتر - محمد فاتح جدوع |